# مسیر الماس
مسیر الماس (انگلیسی: Diamond Trail) یک فیلم وسترن پیشا-کد است که در سال ۱۹۳۳ منتشر شد.

## بازیگران
- رکس بل
- فرانسیس ریچ
- لوید ویتلاک
- باد آزبورن
- جروم استورم
- جان وب دیلون